# Сем Шрек
Сем Френсіс Шрек (нім. Sam Francis Schreck, нар. 29 січня 1999, Піннеберг, Німеччина) — німецький футболіст, півзахисник клубу «Армінія».

## Ігрова кар'єра

### Клубна
Сем Шрек є вихованцем гамбурзького футболу. Він грав за молодіжні команди Гамбурга — ФК «Гамбург» та «Санкт-Паулі». У 2016 році він приєднався до молодіжної команди «Баєр 04». Свою дебютну гру в основі «Баєра» Шрек провів 29 листопада 2018 року у матчі групового раунду Ліги Європи проти болгарського «Лудогорця». В чемпіонаті країни футболіст не зіграв жодного матчу в основі команди і влітку 2019 року перейшов до нідерландського «Гронінгена» і 3 серпня 2019 року провів свою першу гру в чемпіонаті Нідерландів.
В «Гронінгені» Шрек провів два сезони і влітку 2021 року повернувся до Німеччини, де продовжив кар'єру, граючи га правах оренди за клуб «Ерцгебірге Ауе». У серпні 2022 року футболіст приєднався до клубу на повноцінній основі, підписавши контракт на один рік з можливістю продовження терміну угоди.
У липні 2023 року Шрек як вільний агент приєднався до клубу Ліги 3 «Армінія» з Білефельда.

### Збірна
У 2016 році у складі юнацької збірної Німеччини (U-17) Сем Шрек брав участь у юнацькій першості Європи, що проходила на полях Азербайджану, де його команда дісталася півфіналу турніру.